# Сан Габријел (Калифорнија)
Сан Габријел (енгл. San Gabriel) град је у америчкој савезној држави Калифорнија. По попису становништва из 2010. у њему је живело 39.718 становника.

## Демографија
Према попису становништва из 2010. у граду је живело 39.718 становника, што је 86 (0,2%) становника мање него 2000. године.
| Група             | 2000.          | 2010.          |
| Белци             | 6.930 (17,4%)  | 4.539 (11,4%)  |
| Афроамериканци    | 420 (1,1%)     | 388 (1,0%)     |
| Азијати           | 19.470 (48,9%) | 24.091 (60,7%) |
| Хиспаноамериканци | 12.223 (30,7%) | 10.189 (25,7%) |
| Укупно            | 39.804         | 39.718         |